# Абандоно де Абахо (Болањос)
Абандоно де Абахо (шп. Abandono de Abajo) насеље је у Мексику у савезној држави Халиско у општини Болањос. Насеље се налази на надморској висини од 1119 м.

## Становништво
Према подацима из 2010. године у насељу је живело 6 становника.

### Хронологија
| Година       | 2005       | 2010 |
| ------------ | ---------- | ---- |
| Становништво | 16 (8 / 8) | 6    |

### Попис
| # | Индикатор                     | Вредност |
| - | ----------------------------- | -------- |
| 1 | Укупно домаћинстава           | 2        |
| 2 | Укупно насељених домаћинстава | 2        |
| 3 | Величина локације             | 1        |